# カニエ
カニエ（Kanye）は、ボツワナの都市。人口40,628人（2001年）、標高1306m。ボツワナ南部に位置し、サザン地区 (ボツワナ)の州都である。

## 住民
ツワナ人の1部族であるングワケツェ族の本拠地であり、族長が居住している。

## 地理
カニエはモシュパ、ロバツェ、ジュワネンと隣接し、また首都ハボローネまでは車で45分と非常に近い位置にある。

## 交通

### 道路
- 国道A2号線 (ボツワナ)（英語版）
- 国道A10号線 (ボツワナ)（英語版）

## 出身者
カニエはボツワナの第2代大統領であるクェット・マシーレの出身地である。